# Gobernación de Hadramaut
La gobernación de Hadhramaut o Hadramawt (en árabe: حضرموت) es el más grande de los estados de Yemen, ubicado dentro de la histórica región de Hadramaut, de allí que conserve su nombre.
Entre 2004 y 2013 la isla de Socotra era parte íntegra de esta gobernación, fecha en la cual se creó la gobernación de Socotra.
- Datos: Q241135
- Multimedia: Hadhramaut Governorate / Q241135